# Janne Timonen
Pour les articles homonymes, voir Timonen.
Janne Timonen est un karatéka finlandais surtout connu pour avoir remporté la médaille d'or en kumite individuel masculin moins de 65 kilos aux Jeux mondiaux 1989 et une médaille de bronze dans la même discipline aux championnats du monde de karaté 1992 à Grenade, en Espagne.

## Résultats
| Résultat           | Date          | Épreuve                   | Catégorie | Compétition                | Ville hôte              |
| ------------------ | ------------- | ------------------------- | --------- | -------------------------- | ----------------------- |
| Médaille d'or      | 1984          | Kumite individuel - 65 kg | Seniors   | Championnats d'Europe 1984 | Paris, en France        |
| Médaille d'or      | 1987          | Kumite individuel - 65 kg | Seniors   | Championnats d'Europe 1987 | Glasgow, en Écosse      |
| Médaille d'or      | Juillet 1989  | Kumite individuel - 65 kg | Seniors   | Jeux mondiaux 1989         | Karlsruhe, en Allemagne |
| Médaille de bronze | Novembre 1992 | Kumite individuel - 65 kg | Seniors   | Championnats du monde 1992 | Grenade, en Espagne     |